# Salisburská katedrála
Salisburská katedrála, oficiálně Katedrála Panny Marie, je katedrála anglikánské církve v anglickém městě Salisbury. Je považována za nejtypičtější příklad raně gotické architektury, tzv. "Early English" v Anglii. Katedrála se pyšní nejvyšší kostelní věží ve Velké Británii, vysokou 123 m. Má také největší křížovou chodbu a největší zastavěný prostor ve Velké Británii. Stavba hlavní budovy katedrály přesto trvala pouze 38 let.

## Historie
Výsledkem sporů mezi církevními hodnostáři a vojáky v oblasti původního osídlení Salisbury (Old Sarum)a také nehostinnné podmínky vedly k rozhodnutí postavit novou katedrálu a biskupství v tzv. New Sarum na příjemném místě uprostřed luk. Toto stěhování proběhlo v době, kdy byl biskupem Richard Poore, bohatý vlastník pozemků, který věnoval půdu pro výstavbu nové katedrály. Výstavba nové katedrály byla financována i příspěvky od kanovníků a vikářů, kteří byli požádáni o každoroční příspěvek na její výstavbu.
Základní kámen byl položen 28. dubna 1220. V roce 1258 byly dokončeny hlavní chrámová loď, příčná chrámová loď a chór. Západní křídlo bylo dostavěno roku 1265. Křížové chodby a kapitula byly dokončeny okolo roku 1280. Vzhledem k tomu, že stavba katedrály byla dokončena v průběhu pouhých 38 let, je charakteristická jedním architektonickým stylem.
Vzhledem k výšce věže, která tvoří její výraznou dominantu, a její váze 6 397 tun musely být vybudovány dodatečné konstrukce, aby nedošlo k jejímu zřícení. V období po dokončení katedrály byly vybudovány opěrné pilíře, zalomené oblouky a železné vazníky. Salisburská věž je nejvyšší věží postavenou v období do 14. století .
Významné stavební práce na úpravě katedrály prováděl od roku 1790 architekt Jamess Wyatt. Nahradil původní lektorium a zbořil zvonici, která byla vysoká asi 100m a nacházela se na severozápad od hlavní budovy. Salisbury je tak jednou z mála anglických katedrál, které nemají zvony (dalšími jsou Elyská katedrála a Norwichská katedrála).
Kapitula je pozoruhodná osmibokým tvarem, štíhlým hlavním pilířem a zdobným středověkým vlysem. Vlys se táhne podél celého interiéru a zobrazuje příběhy z knih Genesis a Exodus. V kapitule je také vystaven nejzachovalejší ze čtyř exemplářů Magny Charty(Velké listiny práv a svobod. Tento exemplář se do Salisbury dostal proto, že Elias z Debenhamu byl pověřen distribucí některých kopií originálu tohoto dokumentu.
Hodiny pocházející z roku 1386 jsou nejstaršími středověkými funkčními hodinami na světě. Hodiny byly původně umístěny na zvonici, která byla zbořena roku 1792. V té době byly uloženy do depozitáře a byly znovu objeveny až roku 1929. Roku 1956 byly restaurovány a uvedeny do provozu.

### Poutní místo
V katedrále byl pohřben svatý Osmund, normanský biskup, který se podílel na dokončení katedrály v Old Sarumu. Po jeho svatořečení v roce 1475 se jeho hrob stal navštěvovaným  poutním místem.